# یخدان مؤیدی
یخدان مؤیدی بزرگترین یخچال خشتی ایران و جهان است. این بنا در اواخر دوره صفویه بنا شده و نام «مؤیدی» از آن نظر است که قنات مشهور به قنات مؤیدی آب آن را تأمین می‌نموده‌است. این یخدان در خیابان ابوحامد واقع شده و در تاریخ ۲ آبان ۱۳۷۸ با شمارهٔ ثبت ۲۴۳۷ به‌عنوان یکی از آثار ملی ایران به ثبت رسیده‌است.
کاربری یخدان در گذشته نگهداری یخ و برخی از مواد غذایی برای ایام تابستان مردم شهر بوده‌است.

## معماری
نوک این بنا مخروطی شکل به گونه‌ای ساخته شده‌است که حداقل میزان تابش آفتاب را جذب کند و در اطراف این مخروط دیوارهای بلندی احداث شده‌است که با وزش باد و استفاده از سایه ایجادشده، دمای هوا را به صورت محسوس کاهش می‌داد.
عناصر تشکیل‌دهنده یخدان عبارتند از مخزن، حصار، استخر و چاله یخ. پلان مخزن دایره‌شکل است که گنبدی روی آن احداث کرده‌اند. حصار آن نسبتاً بلند و ۲۰ متر ارتفاع دارد. مصالح بنا خشت خام و ملات گل است.
پله‌های یخدان نیز برای دسترسی و نگهداری مطلوب و تعمیر خشت‌ها بنا نهاده شده بود و در حقیقت هر سال یک لایه جدید خشت و گل روی گنبد می‌کشیدند. اتاقک‌های اطراف این بنا به گونه احداث شده‌است که در تابستان خنک و در زمستان گرم هستند.

## نحوه ساخت یخ
در پشت دیوارهای بلند و قطور آن سطوحی صاف تعبیه می‌کردند که در شب‌های زمستان به‌طور یکنواخت روی آن آب قرار می‌گرفت و در سرمای شدید زمستان یخ می‌بست وظیفه دیوار بلند این بود که در طول روز از تابش آفتاب بر روی آب‌های منجمد شده قبلی جلوگیری کند در صورتی که در شرق و غرب کمی آفتاب بر روی سطوح یخ‌گیری می‌تابید آن وقت در این نقاط هم دیوارهای جانبی بنا می‌کردند.
مقدار آبی که هر شب روی توده‌های منجمد از یخ‌های قبلی هدایت می‌شد تا حدودی بود که سرمای یک شب بتواند آن را منجمد سازد یا به عبارت دیگر ارتفاع آب روی سطوح یخ گیر از چند سانتی‌متر تجاوز نمی‌کرد این شرط فنی به خوبی می‌رساند که یخچال سازان مجبور بودند با کمال دقت سطوح یخ‌گیری را طراز کنند.
پس از آن تقریباً قطر یخ به ۳۰ تا ۴۰ سانتیمتر می‌رسید، یخ‌ها را قطعه قطعه کرده و به داخل یخدان که در مجاورت سطوح یخ‌گیری قرار داشت می‌بردند و انبار می‌کردند. در کف یخدان، یک یا چند چاه پیش‌بینی شده بود تا آب هائی که احتمالاً در فصل گرما از آب شدن یخ‌ها به وجود می‌آمد از کف یخدان دور گردد و روی هر طبقه از یخ‌ها مقداری کاه می‌ریختند تا از چسبیده شدن آن‌ها به یکدیگر جلوگیری شود.

## نگارخانه

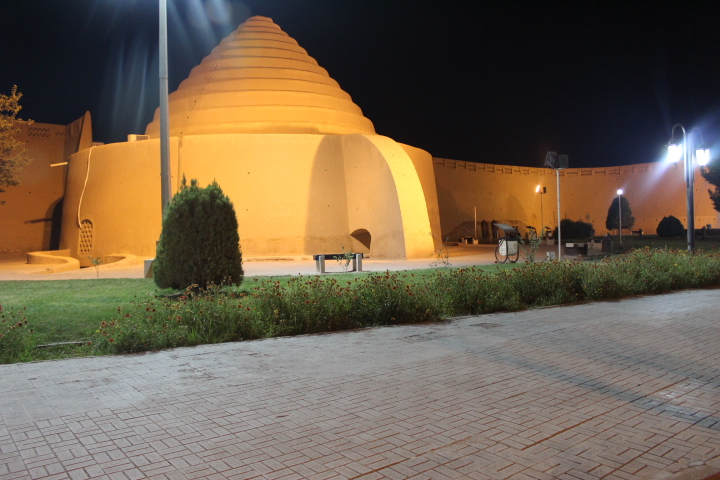
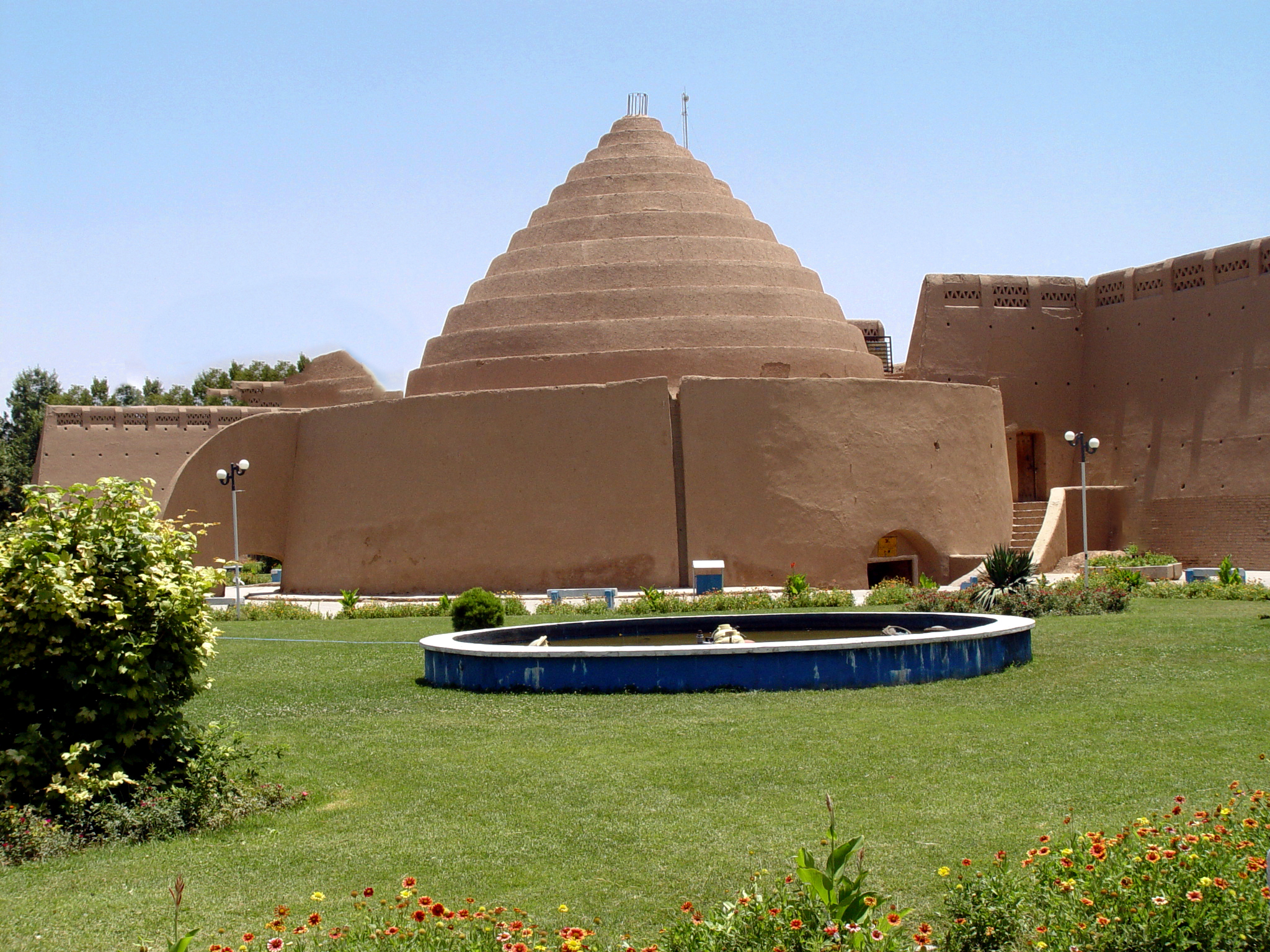
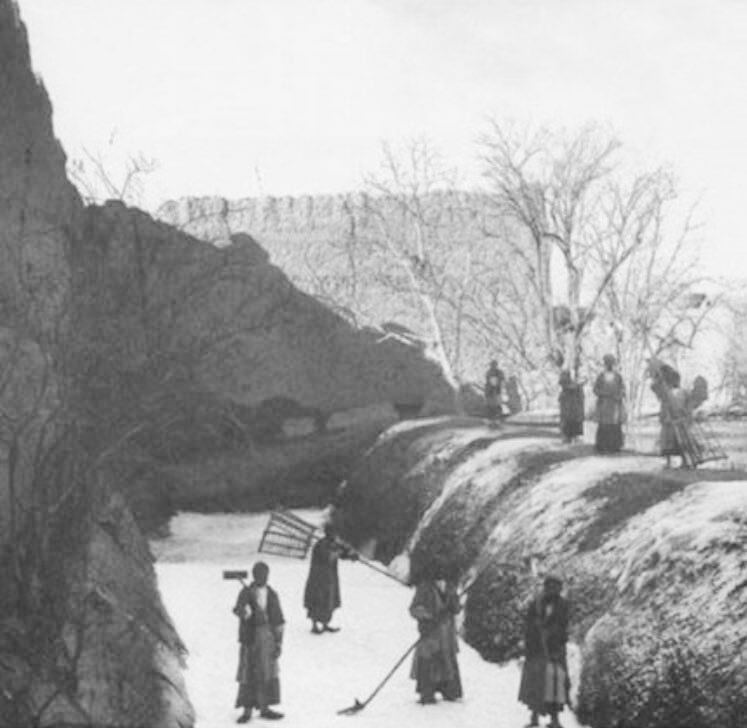
در حال درست کردن یخ
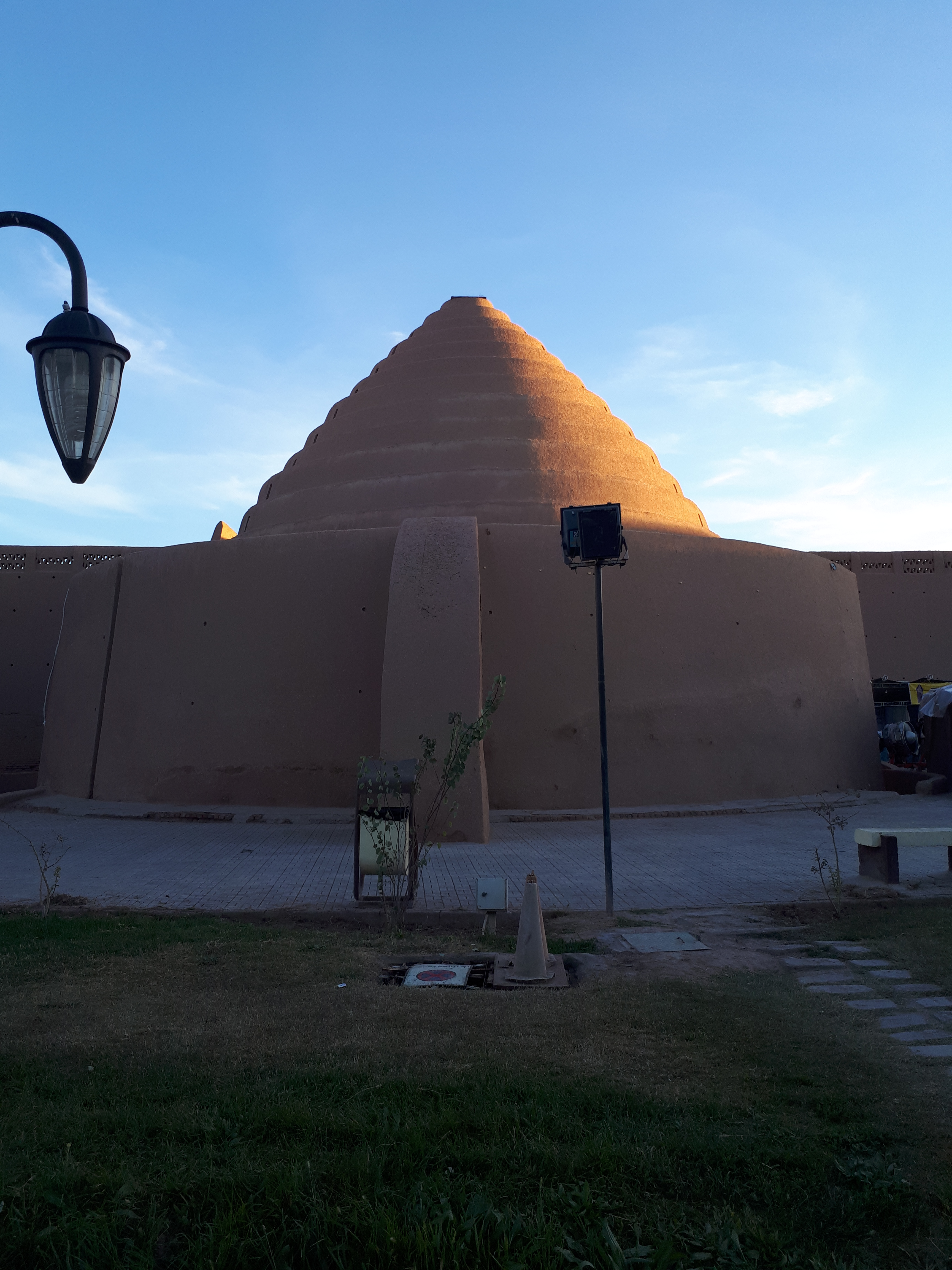
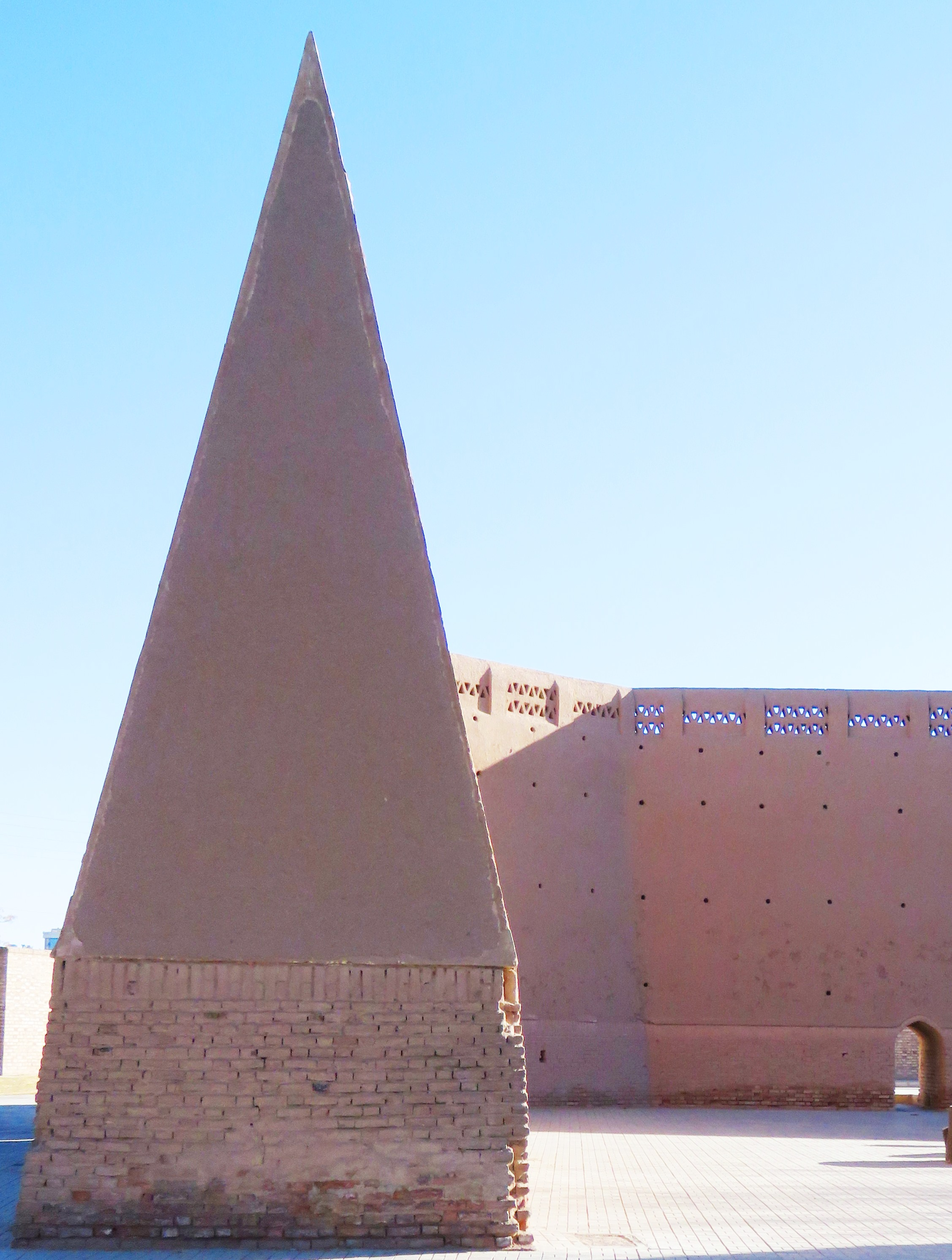
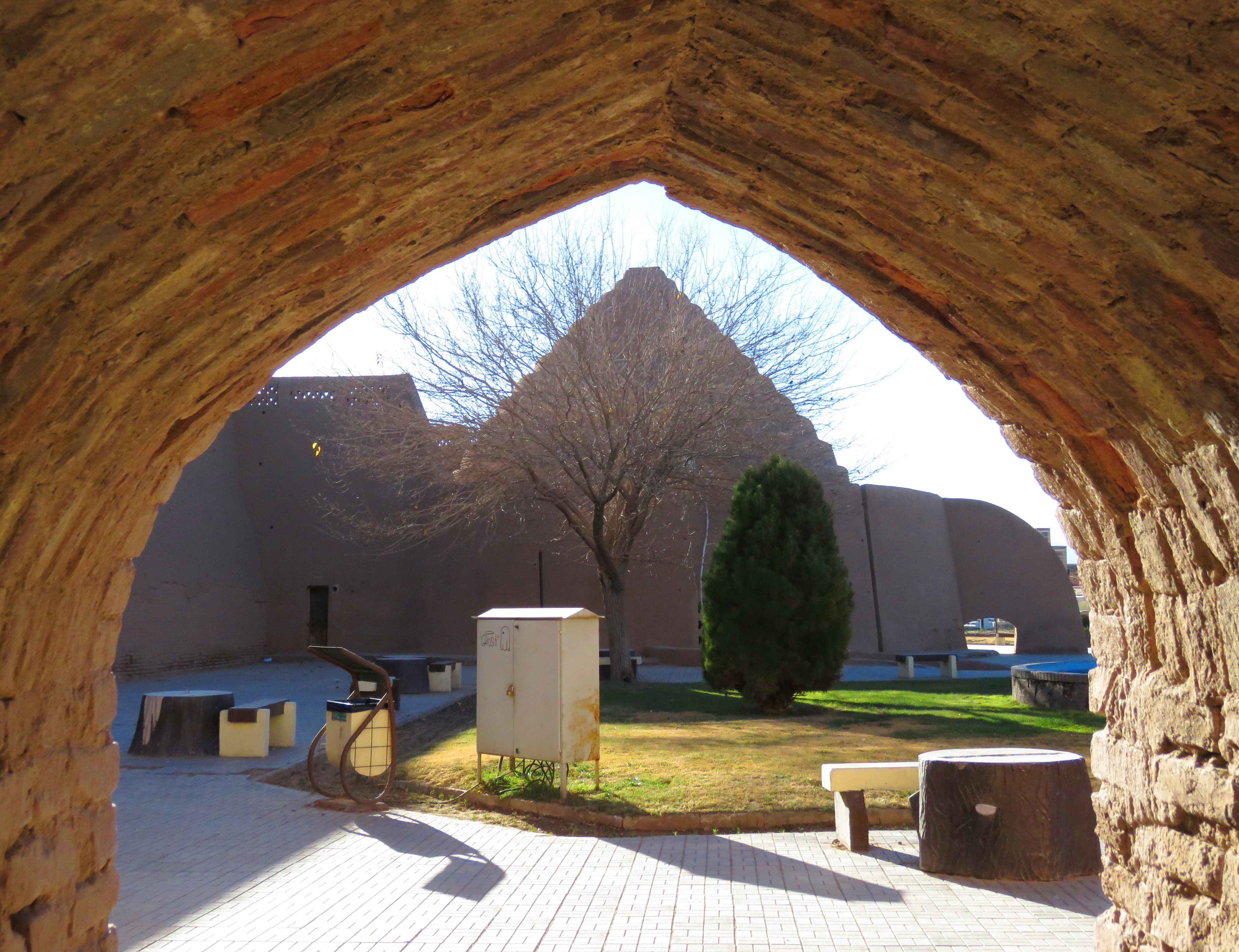
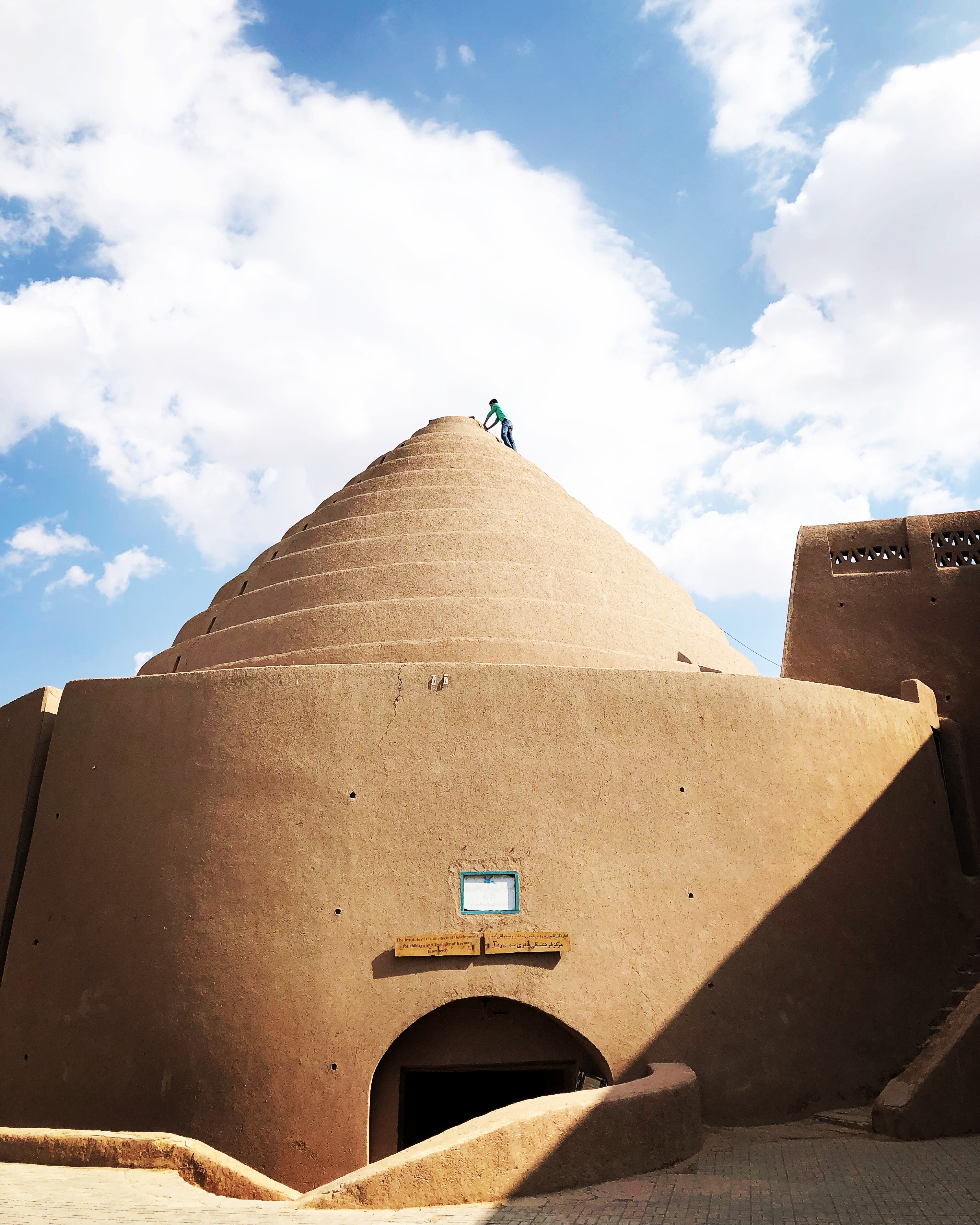
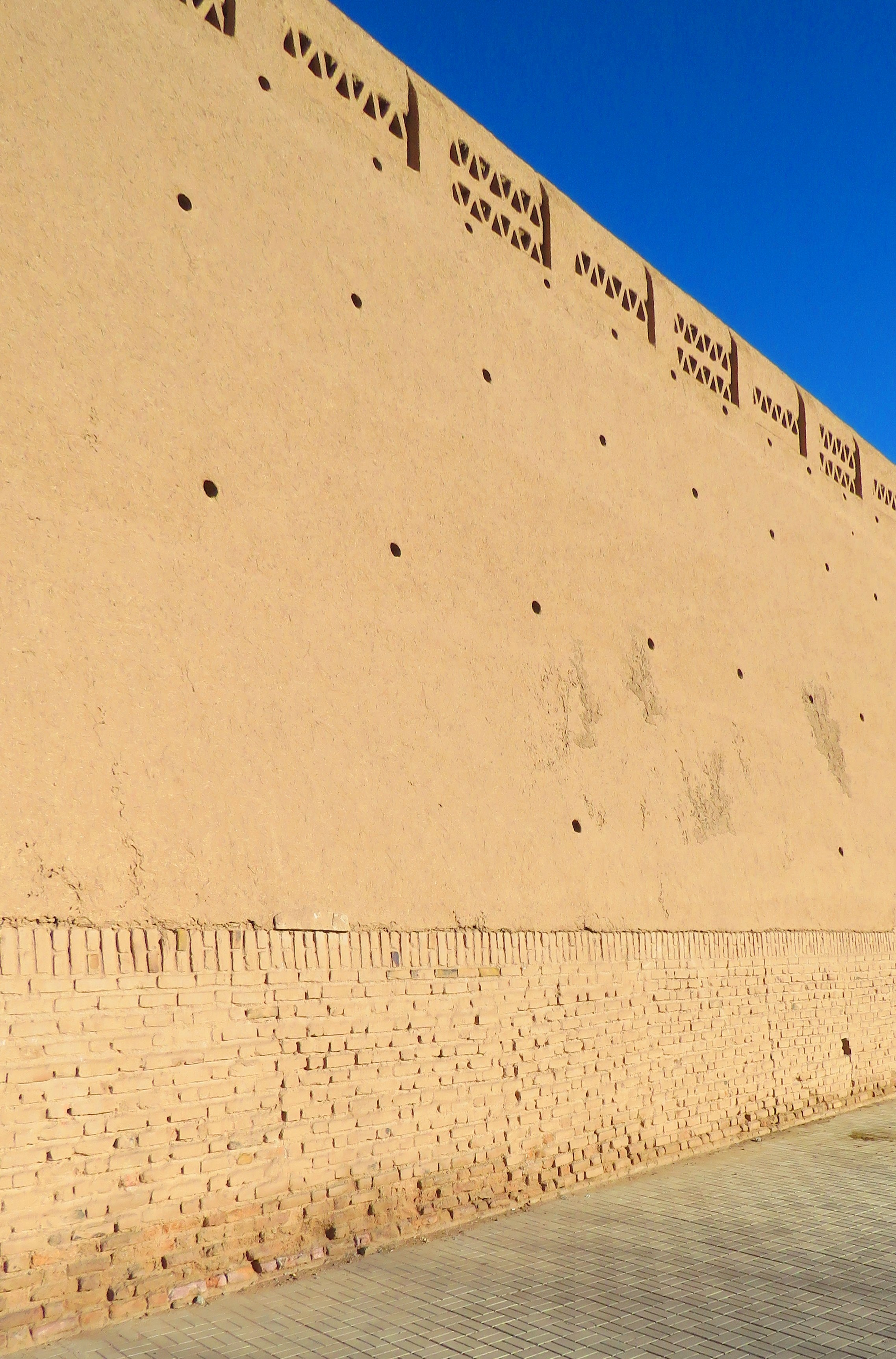
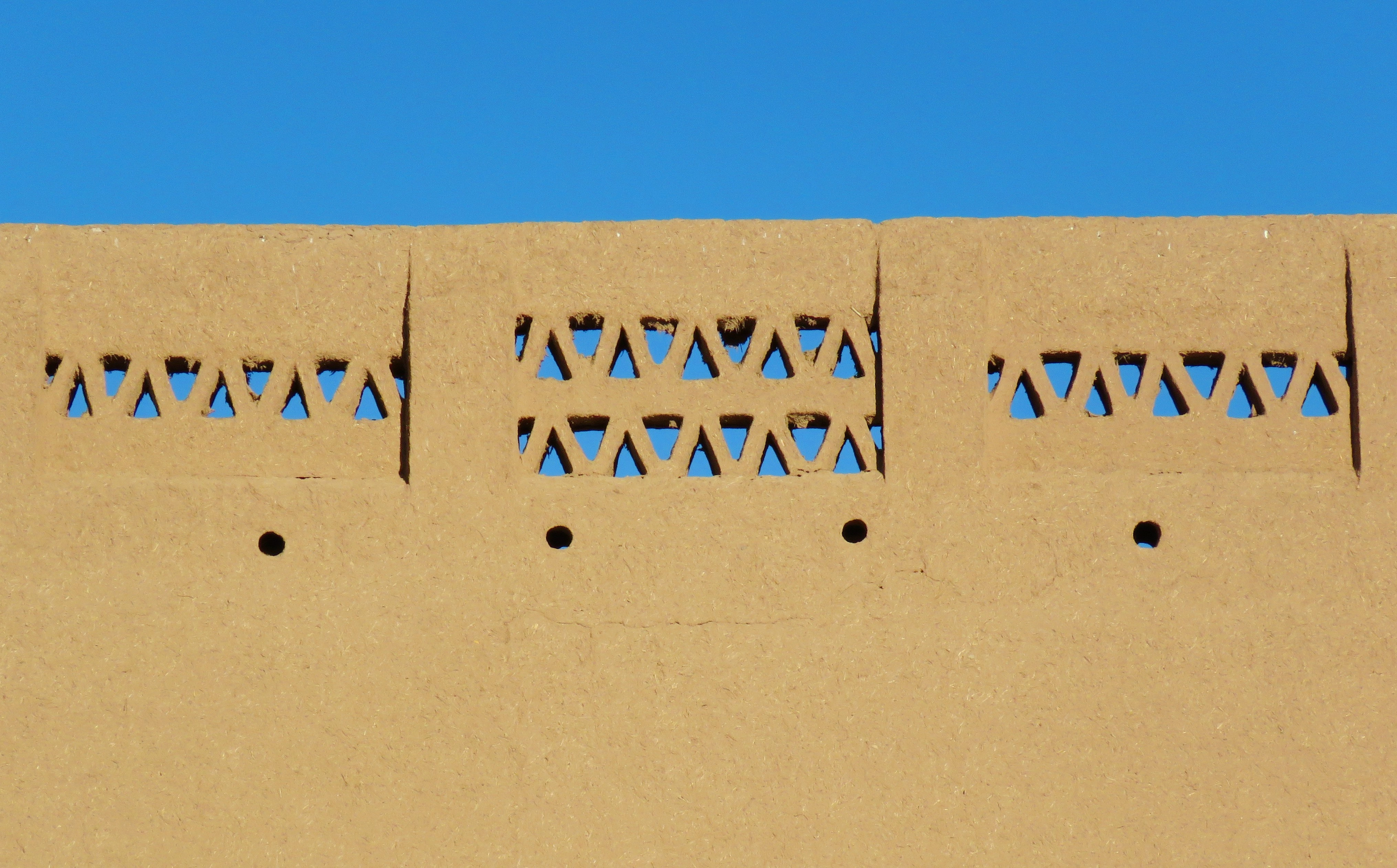
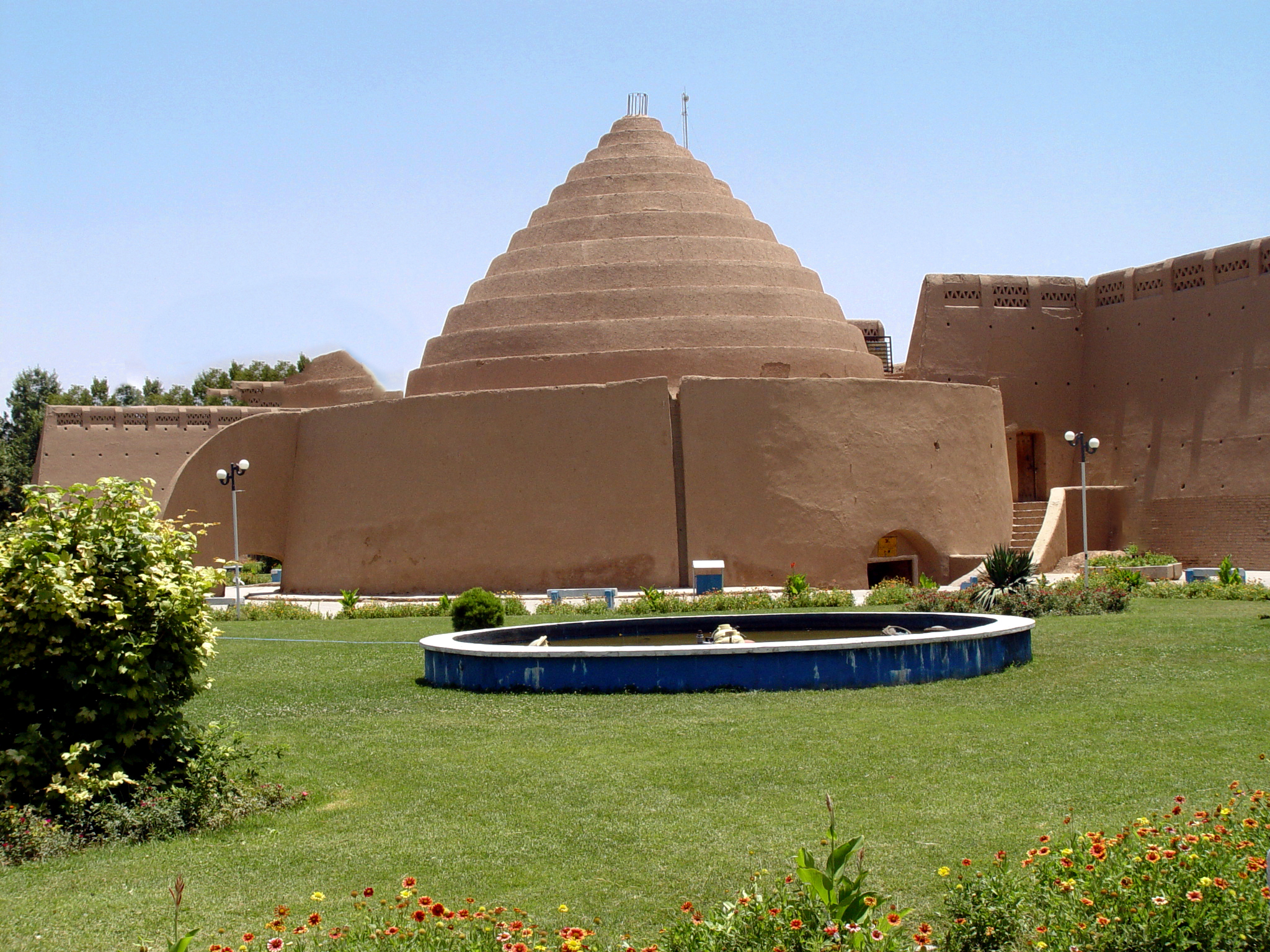